# Списък на ректорите на Софийския университет
Това е списък на ректорите на Софийския университет от създаването на Висшия педагогически курс на 1 октомври 1888 г. до днес. До Деветосептемврийския преврат и края на Втората световна война, ректорите се избират за академичната година, започваща на 1 октомври.
| №                                | Портрет | Име (Роден-Починал)                     | Встъпил в длъжност | Напуснал длъжност | Бележки | Друго |
| -------------------------------- | ------- | --------------------------------------- | ------------------ | ----------------- | --- | --- |
| Ректори на Софийския университет |         |                                         |                    |                   | | |
| 1                                |         | Александър Теодоров-Балан (1859 – 1959) | 1888               | 1889              | Първият ректор на Алма матер на българското висше образование – висш педагогически курс. | Филолог. |
| 2                                |         | Димитър Агура (1849 – 1911)             | 1889               | 1890              | Вторият ректор сред първите преподаватели във висшия педагогически курс. | Историк. |
| 3                                |         | Емануил Иванов (1857 – 1925)            | 1890               | 1891              | Третият ректор и първи сред учените по точни науки. | Математик. |
| 4                                |         | Иван Георгов (1862 – 1936)              | 1891               | 1892              | Първият председател на Македонския научен институт. | Философ. |
| 2                                |         | Димитър Агура (1849 – 1911)             | 1892               | 1893              | Във висшия педагогически курс се открива първият факултет – юридическия. | За втори път и за първи път преизбран ректор. |
| 3                                |         | Емануил Иванов (1857 – 1925)            | 1893               | 1894              | Първият ректор сред учените по точни науки. | За втори път. |
| 2                                |         | Димитър Агура (1849 – 1911)             | 1894               | 1895              | Висшият педагогически курс е преобразуван със закон във висше училище, първо в България. То се разделя на три факултета: Историко-филологически, Физико-математически и Юридически. | За трети път преизбран ректор. |
| 5                                |         | Марин Бъчеваров (1859 – 1926)           | 1895               | 1896              | Основоположник на метеорологията в България. | Астроном. |
| 1                                |         | Александър Теодоров-Балан (1859 – 1959) | 1896               | 1897              | Първи ректор и на висшето училище. | За втори път. |
| 6                                |         | Георги Златарски (1854 – 1909)          | 1897               | 1898              | Основоположник на геологията в България. | Геолог. |
| 4                                |         | Иван Георгов (1862 – 1936)              | 1898               | 1899              | Първият ректор – философ. | За втори път. |
| 7                                |         | Никола Добрев (1861 – 1925)             | 1899               | 1900              | Първият ректор – химик. | |
| 8                                |         | Любомир Милетич (1863 – 1937)           | 1900               | 1901              | Първият ректор на XX век. | Филолог. |
| 6                                |         | Георги Златарски (1854 – 1909)          | 1901               | 1902              | По време на втория му ректорски мандат, на 9 април 1902 г. е почетен като първи(я) доктор хонорис кауза (на правото) на висшето училище – Екзарх Йосиф I. | За втори път ректор. |
| 1                                |         | Александър Теодоров-Балан (1859 – 1959) | 1902               | 1903              | Първи ректор и на висшето училище. | За трети път. |
| 9                                |         | Бончо Боев (1859 – 1934)                | 1903               | 1904              | Първият финансист по занятие – ректор, и като завършил право в Московския университет. По време на мандата му е организирано първото тържествено отбелязване на 15-годишната история на висшето училище (и образование) в България.                                                                     | Първият юрист избран за ректор. Управител на БНБ. |
| 6                                |         | Георги Златарски (1854 – 1909)          | 1904               | 1905              | По време на третия му ректорски мандат, Висшето училище прераства в Университет. Поставя се началото на нов етап в развитието на висшето образование в България на основата на увеличения брой преподавани дисциплини, с разностранен профил, из областите на хуманитарните дисциплини и точните науки. | За трети път ректор. |
| 4                                |         | Иван Георгов (1862 – 1936)              | 1905               | 1906              | Първият ректор – философ и първи председател на Македонския научен институт. | За трети път. |
| 10                               |         | Стефан Киров (1861 – 1948)              | 1906               | 1907              | Първият юрист по занятие и призвание – ректор на Университета. По време на ректорския му мандат избухва университетска криза (1907). | Вторият ректор доживял и преживял Деветосептемврийския преврат, след Александър Теодоров-Балан. |
| 2                                |         | Димитър Агура (1849 – 1911)             | 1907               | 1908              | Първият ректор удостоен с честта да бъде избиран четири пъти и за първи път на Университета. Този му ректорски мандат, заради университетската криза, не е одобрен от министъра на народното просвещение.                                                                                               | За четвърти път преизбран ректор. |
| 11                               |         | Пенчо Райков (1864 – 1940)              | 1908               | 1909              | Автор на първата българска научна публикация по химия. | Химик. |
| 12                               |         | Михаил Поповилиев (1873 – 1928)         | 1909               | 1910              | Третият ректор – юрист. | Специалист по международно право. |
| 13                               |         | Беньо Цонев (1863 – 1926)               | 1910               | 1911              | Основоположник на българистиката и първи съставител на опис на ръкописите в Народна библиотека „Св. св. Кирил и Методий“. | Първият историк на българския език. |
| 14                               |         | Степан Юринич (1855 – 1947)             | 1911               | 1912              | Първият зоолог – ректор. | Първият и единствен чуждестранен учен избиран за ректор. |
| 10                               |         | Стефан Киров (1861 – 1948)              | 1912               | 1913              | Първият юрист преизбиран за ректор на Университета. | За втори път. |
| 15                               |         | Васил Златарски (1866 – 1935)           | 1913               | 1914              | Основоположник на българската медиевистика. | По-малък брат на Георги Златарски – на три пъти предходно избиран за ректор. |
| 16                               |         | Георги Бончев (1866 – 1955)             | 1914               | 1915              | Вторият ректор – геолог. | Третият ректор доживял и преживял Деветосептемврийския преврат. |
| 17                               |         | Анастас Иширков (1868 – 1937)           | 1915               | 1916              | Основоположник на българската географска наука. | По време на ректорския му мандат, България влиза в Първата световна война. |
| 4                                |         | Иван Георгов (1862 – 1936)              | 1916               | 1917              | Първият ректор – философ и първи председател на Македонския научен институт. | За четвърти път. |
| 18                               |         | Георги Шишков (1865 – 1943)             | 1917               | 1918              | Основател на Зоологическия институт при Софийския университет. | Зоолог. |
| 4                                |         | Иван Георгов (1862 – 1936)              | 1918               | 1919              | Първият ректор – философ и единствен избиран петкратно. | С последния му ректорски мандат България излиза победена от Първата световна война със Солунското примирие, като в годините от 1918 до 1923 се откриват 4 нови факултета – Медицински, Агрономо-лесовъден, Богословски, Ветеринарно-медицински.                                                                   |
| 19                               |         | Александър Цанков (1879 – 1959)         | 1919               | 1920              | Първият ректор – юрист, завършил Юридическия факултет на Софийския университет. Първият ректор роден след Освобождението на България. | По време на ректорския му мандат е сключен Ньойския договор. Първият ректор с последваща политическа кариера. |
| 20                               |         | Методий Попов (1881 – 1954)             | 1920               | 1921              | Първият биолог – ректор. | Специалист по сравнителна анатомия, паразитология и хистология. По време на ректорския му мандат Иван Вазов е отличен със званието доктор хонорис кауза, като „народен поет“ по царски указ. |
| 8                                |         | Любомир Милетич (1863 – 1937)           | 1921               | 1922              | Първият ректор на XX век. | За втори път, но първи на Университета. |
| 21                               |         | Захари Караогланов (1878 – 1943)        | 1922               | 1923              | Основоположник на българската аналитична химия. | По време на ректорския му мандат е извършен Деветоюнския преврат. |
| 22                               |         | Васил Моллов (1875 – 1938)              | 1923               | 1924              | Първият медик – ректор след откриването на четири нови факултета. | Основоположник на книничната микробиология. |
| 15                               |         | Васил Златарски (1866 – 1935)           | 1924               | 1925              | Основоположник на българската медиевистика. | За втори път ректор. |
| 23                               |         | Стефан Петков (1866 – 1951)             | 1925               | 1926              | Първият ботаник – ректор след откриването на четири нови факултета. | Инициатор за приемането на първия български закон за опазване на околната среда – за защита на родната природа. |
| 24                               |         | Владимир Алексиев (1879 – 1948)         | 1926               | 1927              | Първият фармаколог – ректор след откриването на четири нови факултета. | Основоположник на българската фармация. |
| 25                               |         | Гаврил Кацаров (1874 – 1958)            | 1927               | 1928              | Първият ректор – археолог. | Основоположник на българската тракология. |
| 18                               |         | Георги Шишков (1865 – 1943)             | 1928               | 1929              | По време на втория му ректорски мандат е издигнат третият доктор хонорис кауза и първия държавен глава доктор на Университета – цар Борис III. На професор Павел Милюков също е присъдено почетното научно звание „доктор по заслуги“ на Университета по случай 40-годишнината на Университета.         | За втори път. |
| 26                               |         | Стефан Баламезов (1883 – 1960)          | 1929               | 1930              | Вторият ректор – юрист, завършил Юридическия факултет на Софийския университет. Предходно през 1926/27 академична година е декан на първия факултет на Университета. | Специалист по конституционно право. По време на ректорския му мандат е присъдено петото университетско докторско звание за заслуги на Марин Русев. |
| 27                               |         | Стоян Киркович (1875 – 1960)            | 1930               | 1931              | Основоположник на българската пропедевтика на вътрешните болести. | Медик. |
| 28                               |         | Богдан Филов (1883 – 1945)              | 1931               | 1932              | Първият ректор осъден на смърт и разстрелян като държавен престъпник. | Археолог и политик. |
| 21                               |         | Захари Караогланов (1878 – 1943)        | 1932               | 1933              | Основоположник на българската аналитична химия. | За втори път. |
| 29                               |         | Любен Диков (1895 – 1973)               | 1933               | 1934              | Първият българин – член на Академията за германско право. | Джорджо дел Векио и Петър Мюленс стават доктор хонорис кауза на Университета. Осъден от Народния съд и репресиран. Първият ректор доживял и живял при Живковската конституция. |
| 22                               |         | Васил Моллов (1875 – 1938)              | 1934               | 1935              | Първият медик – ректор. | За втори път. Никълъс Мъри Бътлър става доктор хонорис кауза на Университета. |
| 30                               |         | Михаил Арнаудов (1878 – 1978)           | 1935               | 1936              | Изследовател на българското възраждане. | Литературен историк. |
| 31                               |         | Георги Манев (1884 – 1965)              | 1936               | 1937              | Първият физик – ректор. | Първият български университетски преподавател по теоретична физика. |
| 32                               |         | Георги Генов (1883 – 1967)              | 1937               | 1938              | Юрист – специализант по международно публично право. | Академик на БАН, автор на изследване по политическа и дипломатическа история на Източния въпрос. |
| 33                               |         | Александър Станишев (1888 – 1945)       | 1938               | 1939              | Първият хирург – ректор. | В дните 21 – 25 май 1939 г. по време на ректорския му мандат е тържествено отбелязана 50-годишнината на Университета, вече носещ името на Климент Охридски. Академичният съвет присъжда 99 звания „доктор хонорис кауза“. Осъден на смърт от Народния съд и разстрелян заради политическата си кариера и дейност. |
| 34                               |         | Янаки Моллов (1882 – 1948)              | 1939               | 1940              | Първият (агро)икономист – ректор на Университета. | Непосредствено преди ректорския му мандат избухва Втората световна война, хвърляйки сянка върху Университета. |
| 35                               |         | Стефан Цанков (1881 – 1965)             | 1940               | 1941              | Първият богослов – ректор. | По време на ректорския му мандат България си връща Южна Добруджа и се присъединява към Тристранния пакт. |
| 36                               |         | Стефан Ангелов (1876 – 1964)            | 1941               | 1942              | Първият декан на Ветеринарно-медицинския факултет. | Микробиолог. |
| 37                               |         | Димитър Кацаров (1881 – 1960)           | 1942               | 1943              | Първият педагог и психолог – ректор. | Ректор в разгара и прелома на Втората световна война. |
| 38                               |         | Любомир Чакалов (1886 – 1963)           | 1943               | 1944              | Специалист по висш анализ. | Математик. |
| 39                               |         | Димитър Силяновски (1892 – 1971)        | 1944               | 1945              | Последният юрист и ректор избиран за академичната година. | Деветосептемврийският преврат осуетява ректорството му. |
| 40                               |         | Димитър Ораховац (1892 – 1963)          | 1945               | 1947              | Първият ректор за две последователни академични години. | Лекар – физиолог. |
| 41                               |         | Георги Наджаков (1897 – 1981)           | 1947               | 1951              | Автор на първото българско научно откритие. | Физик. По време на ректорството му е приета и влиза в сила Димитровската конституция. |
| 42                               |         | Владимир Георгиев (1908 – 1986)         | 1951               | 1956              | Първият ректор – класически филолог. | Филолог. |
| 43                               |         | Даки Йорданов (1893 – 1978)             | 1956               | 1962              | Първият ботаник – ректор. | Член-основател на Българското ботаническо дружество. Първият ректор избран след Априлския пленум на ЦК на БКП (1956). Последният ректор роден през XIX век. |
| 44                               |         | Димитър Косев (1904 – 1996)             | 1962               | 1968              | Първият ректор доживял и преживял Ноемврийския пленум на ЦК на БКП (1989). | Историк. |
| 45                               |         | Пантелей Зарев (1911 – 1997)            | 1968               | 1972              | Литературен критик и специализант по теория на литературата. | Философ. |
| 46                               |         | Христо Христов (1915 – 1990)            | 1972               | 1973              | Основоположник на ИЯИЯЕ. | Физик. Първият ректор избран след влизането в сила на Живковската конституция. |
| 47                               |         | Благовест Сендов (1932 – 2020)          | 1973               | 1979              | Първият информатик – ректор. | Математик и политик. Председател на БАН и председател на Народното събрание. Първият ректор доживял и живял през XXI век. |
| 48                               |         | Илчо Димитров (1931 – 2002)             | 1979               | 1981              | Избран за ректор в контекста на честванията „1300 години България“. | Историк. |
| 49                               |         | Георги Близнаков (1920 – 2004)          | 1981               | 1986              | Член на редица чуждестранни академии на науките. | Химик и физикохимик. |
| 50                               |         | Минчо Семов (1935 – 2006)               | 1986               | 1989              | Първият политолог – ректор. Юбилеен 50-ти ректор. | Философ. По време на ректорстването му, по случай 100-годишнината на Университета, в дните от 3 до 8 октомври 1988 г. са проведени юбилейни тържества. Доктор хонорис кауза на Университета стават Дмитрий Лихачов и Рикардо Пикио и редица други чуждестранни учени и политици. Ректор до 15 ноември 1989 г.     |
| 51                               |         | Никола Попов (1922 – 2015)              | 1989               | 1991              | Първият ректор след Ноемврийския пленум на ЦК на БКП (1989) и по времето на така наречения преход от тоталитаризъм към демокрация. По време на ректорстването му е приета действащата Конституция на България.                                                                                          | Икономист. |
| 52                               |         | Николай Генчев (1931 – 2000)            | 1991               | 1993              | Вторият ректор – изследовател на българското възраждане, след Михаил Арнаудов. | Историк. По време на ректорстването му много висши училища се преименоват в университети. |
| 53                               |         | Иван Лалов (род. 1938)                  | 1993               | 1999              | Последният ректор на XX век. | Физик. |
| 54                               |         | Боян Биолчев (род. 1942)                | 1999               | 2007              | Първият ректор на XXI век. | Филолог и публицист. |
| 55                               |         | Иван Илчев (род. 1953)                  | 2007               | 2015              | Професор по нова и най-нова история на балканските народи. | Историк. За първи път ректор е син на друг ректор на Университета. |
| 56                               |         | Анастас Герджиков (род. 1963)           | 2015               | 2023              | Професор по римска литература и специалист по политическата теория на античността и средновековието. | Класически филолог. |
| 57                               |         | Георги Вълчев (род. 1962)               | 2023               |                   | Член на управителните съвети на Общобългарски комитет „Васил Левски“ и на Съюза на учените в България. | Философ. |